# Terreur en Italie
Terreur en Italie est le second album de la série de bande dessinée Docteur Radar, écrit par Noël Simsolo, dessiné et mis en couleurs par Frédéric Bézian, publié le 10 janvier 2018 aux éditions Glénat.

## Synopsis
Promise à la guillotine, Mariana, la complice et maîtresse du Docteur Radar, s'évade lors de son transfert entre l'hôpital de la Pitié et la prison avec la complicité de Camel, qui l'aide à s'enfuir en Italie. Le détective Ferdinand Straub enrage. Lorsque Pacsin lui apprend qu'un savant, le Professeur Giuseppe Bene qui travaillait sur la conquête spatiale, a été enlevé à Rome, Straub est persuadé que Radar, qui n'a pas renoncé à son projet de conquérir la Lune afin de bombarder la Terre et devenir le maître du monde, est derrière cet enlèvement. Straub se rend dans l’Italie fasciste de Mussolini à la poursuite du Docteur Radar…

## Publication
- Édition originale : 72 pages, 24 cm x 32 cm, Glénat, 2018 (DL 01/2018)  (ISBN 978-2-344-00355-8)[1],[2]

## Accueil
L'album a été très bien accueilli.
- Pour Nicolas Domenech, de planetebd, « Quelle joie de retrouver le Docteur Radar après quatre années d'absence (…) le scénariste Noël Simsolo développe une aventure sombre où il multiplie les références à la culture populaire (…), ce qui équilibre la dimension sombre du récit et la partition graphique sans concessions. Ici,la mise en couleur est très dark, avec des aplats denses et profonds, qui mettent en valeur le dessin ciselé, tranchant, acéré du trop rare Frédéric Bézian. Du beau travail sur toute la ligne ! »[3].

- Pour J. Milette, de bdgest, « Noël Simsolo offre un récit d’aventures trépidantes qui renoue avec la tradition du feuilleton populaire. Évitant de transgresser les règles du genre, il ne réinvente rien... et le fait cependant avec brio. (…) L’histoire se révèle certes plaisante, mais c’est toutefois le dessin de Frédéric Bézian qui se démarque particulièrement. Fidèle à son style, l’artiste propose des illustrations anguleuses, de même qu’un trait nerveux et extrêmement fin (…) dans ce livre où la palette est plutôt restreinte (cinq ou six coloris très tranchés), chaque vignette est dominée par une teinte. Le découpage de chacune des planches est ainsi constitué de carrés de couleurs généralement foncés (ils seraient plus éclatants qu’on se croirait chez Piet Mondrian), sur lesquels se découpe parfois un jaune lumineux. Ainsi, au premier regard, avant même qu’il ne prenne connaissance du texte et des images, c’est la composition qui interpelle l’œil du bédéphile. »[4].

- Pour Fredgri, de sceneario, « Un récit enlevé, aux multiples rebondissements, qui rend autant hommage au cinéma expressionniste allemand qu’aux romans de gare du début du XXe siècle, tout en n'oubliant pas de respecter le contexte fasciste qui règne à cette époque (…) Dès les premières pages on est donc captivé par les planches de Bézian, mais encore plus fasciné par les atmosphères sombres que nous offre l'artiste qui joue très habilement avec la vivacité de son trait, les lumières et les masses de noir. C'est tout simplement sublime ! D'autant que ses cadrages et sa narration accentuent encore plus ce sentiment d'immersion, d'ambiance extrêmement tendue, une course poursuite contre le mal qui se glisse partout ! (…) Fortement conseillé ! »[5].